# Ровище (Хорватія)
45°57′ пн. ш. 16°44′ сх. д. / 45.95° пн. ш. 16.73° сх. д.
Ровище (хорв. Rovišće) — громада і населений пункт у Беловарсько-Білогорській жупанії Хорватії.

## Населення
Населення громади за даними перепису 2011 року становило 4 822 осіб. Населення самого поселення становило 1 196 осіб.
Динаміка чисельності населення громади:
Динаміка чисельності населення центру громади:

## Населені пункти
Крім поселення Ровище, до громади також входять:
- Доманкуш
- Горнє Ровище
- Какинаць
- Ковачеваць
- Кралєваць
- Липовчани
- Подгорці
- Предаваць
- Прекобрдо
- Тук
- Жаб'як